# Fraternitat Sacerdotal Sant Pius X
La Fraternitat Sacerdotal Sant Pius X (llatí: Fraternitas Sacerdotalis Sancti Pii X) és una fraternitat sacerdotal internacional fundada el 1970 per Marcel Lefebvre, un arquebisbe tradicionalista francès que després va xocar amb la Santa Seu.
La Fraternitat, que pren el nom del papa Pius X, té una posició antimodernista, i és coneguda per rebutjar les indicacions del Concili Vaticà II a favor de la seva interpretació de la Tradició i per conservar la missa tridentina, amb l'ús dels llibres rituals pre-Vaticà II, en llatí, per als altres sagraments. L'actual superior general de la societat és Davide Pagliarani, que succeí el bisbe Bernard Fellay.
Les tensions entre la Fraternitat i la Santa Seu van assolir el seu auge el 1988, quan l'arquebisbe Lefebvre va consagrar quatre bisbes sense el Mandat Apostòlic i contra un advertiment personal del papa Joan Pau II, conegut com a consagracions de l'Écône, i va resultar que Roma emetés una declaració d'excomunió contra els bisbes que van ser consagrats. Tot i que la Fraternitat va negar que els bisbes patissin cap pena, al·legant la llei canònica en la seva defensa, l'excomunió declarada dels bisbes va ser retirada (a petició d'ells) el gener del 2009, concedida amb l'esperança d'arribar ràpidament a "plena reconciliació i comunió completa".
En els darrers anys, la Fraternitat ha vist un reconeixement creixent de les seves activitats sacramentals i pastorals per part de la Santa Seu. La Santa Seu va ampliar, el 20 de novembre de 2016, el reconeixement canònic permanent a les confessions escoltades pels sacerdots de la Fraternitat (Misericordia et Misera, 12) i posteriorment, el 4 d'abril de 2017, també va permetre que els ordinaris locals concedissin delegació als sacerdots de la Fraternitat per celebrar matrimonis. La importància d'aquests reconeixements és que, únic entre els sagraments de l'Església catòlica, tant la confessió com el matrimoni requereixen jurisdicció canònica per a la seva vigència. Els crítics de la Fraternitat, des de fa molt de temps, han defensat que les confessions no es podien escoltar ni els matrimonis presenciats per un capellà de la Fraternitat a causa d'un defecte de forma. A més, la Santa Seu va nomenar jutge al bisbe Fellay en un judici canònic contra un dels capellans de la Fraternitat.